# پاشلک رنگین بزرگ
پاشلک رنگین بزرگ (نام علمی: Rostratula benghalensis) نام یک گونه از تیره پاشلکان رنگین است.